# نصراء بنت ناصر بن مرشد اليعربية
نصراء بنت ناصر بن مرشد بن مالك بن أبي العرب بن سلطان اليعربية هي سليلة أول أئمة اليعاربة ناصر بن مرشد الذي حكم خلال الفترة 1034 - 1059، ووحيدة عائلتها.

## نشأتها
نشأت في مدينة نزوى في محافظة الداخلية، حيث تلقت العلم من والدها.
وذكرها خلف بن سنان بن عثيم الغافري في مواضع من شعره إذ أثنى عليها، لما اتسمت به من صفات حسنة كصلاحها واستقامتها وخوفها من الله عز وجل. وتزوجها سلطان بن سيف بن مالك اليعربي.

## الوفاة
توفيت يوم الأحد 27 شوال 1103هـ.